# Notiobiella bella
Notiobiella bella är en insektsart som beskrevs av Navás 1930. Notiobiella bella ingår i släktet Notiobiella och familjen florsländor. Inga underarter finns listade i Catalogue of Life.